# Hirao Kishio
Hirao Kishio (jap. 平尾 貴四男; * 8. Juli 1907 im Bezirk Nihonbashi, Stadt Tokio (heute: Chūō, Tokio); † 15. Dezember 1953) war ein japanischer Komponist.
Hirao begann ein Medizinstudium an der Keiō-Universität und belegte Kurse in deutscher Literatur. Daneben studierte er Harmonielehre und Solfège bei Hirota Ryūtarō und Ōnuma Satoru. Er ging dann nach Paris, wo er an der Schola Cantorum Harmonielehre und Kontrapunkt sowie Flöte und bis 1936 an der École César Franck Komposition studierte. Zu seinen Lehrern zählten Achille Philip und Guy de Lioncourt.
Zu den bekannten Kompositionen Hiraos zählen eine Sonate für Flöte und Klavier (1941), ein Bläserquintett (1950) und eine Oboensonate, die 1951 uraufgeführt wurde. Sein bekanntester Schüler war Iwami Tsuna, die Mitte der 1950er Jahre nach Südamerika auswanderte.

## Werke
- Sonate für Flöte und Klavier, 1941
- Kinuta, sinfonische Dichtung, 1942
- Berceurse für Violine und Klavier, 1945
- Sonate für Violine und Klavier, 1947
- Sonate für Klavier, 1948
- Trio für Flöte, Violine und Klavier, 1949
- Quintett für Flöte, Oboe, Klarinette, Horn und Fagott, 1950
- Suite Fantasque für Kammerensemble, 1950
- Sonate für Oboe und Klavier, 1951

| Personendaten    | Personendaten           |
| ---------------- | ----------------------- |
| NAME             | Hirao, Kishio           |
| ALTERNATIVNAMEN  | 平尾 貴四男 (japanisch) |
| KURZBESCHREIBUNG | japanischer Komponist   |
| GEBURTSDATUM     | 8. Juli 1907            |
| GEBURTSORT       | Nihombashi-ku, Tokio    |
| STERBEDATUM      | 15. Dezember 1953       |